# Falludscha
Falludscha (arabisch الفلوجة, DMG al-Fallūǧa; auch Al Fallūjah) ist eine Stadt in der irakischen Provinz al-Anbar. Sie liegt etwa 50 Kilometer westlich von Bagdad und hat 326.471 Einwohner (Stand 2010). Falludscha wird überwiegend von Sunniten bewohnt.
Im Irak ist die Stadt auch als „Stadt der Moscheen“ bekannt, da sich in der Stadt und in ihrer unmittelbaren Umgebung viele Moscheen befinden.

## Geschichte

### Ursprünge
Falludscha existierte bereits zu Zeiten des babylonischen Reiches. Die Akademie von Pumbedita, wie die Stadt auf Aramäisch hieß, war bis ins 11. Jahrhundert das weltweit wichtigste Zentrum jüdischer Gelehrsamkeit.
Im britisch-irakischen Krieg von 1941 wurde die irakische Armee nahe Falludscha besiegt.
Von der irakischen Unabhängigkeitserklärung im Jahr 1947 an, als Falludscha noch eine Kleinstadt mit rund 10.000 (Volkszählung 1965: 36.330 Einwohner) Einwohnern war, stieg die Einwohnerzahl bis 2003 auf über 300.000 Personen.
In der Ära Saddam Husseins, der den Irak zwischen 1979 und 2003 regierte, zählte das sunnitische Falludscha zu den wichtigsten Unterstützern des Regimes. Falludscha wurde zu einer wichtigen Industriestadt. Unter der Herrschaft Husseins wurde auch viel in die Infrastruktur der Stadt investiert, darunter ein Ringautobahnsystem. Viele Anhänger und Offiziere der Baath-Partei sowie staatliche Angestellte lebten in der Stadt. Vom US-Militär wurde die Gegend um Falludscha „sunnitisches Dreieck“ getauft – eine Gegend, die seit dem Irakkrieg von 2003 durch besonders aktiven Widerstand auffällt.

### Zweiter Golfkrieg
Im Golfkrieg von 1991 hatte Falludscha die meisten zivilen Opfer zu beklagen. Bei zwei Versuchen, eine Brücke über den Euphrat zu zerstören, starben etwa 200 Menschen.
Zunächst versuchte ein britischer Bomber, die Brücke mittels lasergelenkter Bomben zu zerstören, traf dabei aber den Markt der Stadt. Dabei starben etwa 150 Menschen. Bei einem zweiten Angriff traf wieder eine Bombe den Marktplatz und tötete weitere 50 Menschen. Die Brücke ist mindestens 300 Meter vom Markt entfernt.

### Irak-Krieg

Karawanserei im osmanischen Falludscha 1914

Falludscha erlangte Bekanntheit und internationale Beachtung, als die Stadt während des Irakkrieges Ende 2003 bis November 2004 Schauplatz heftiger Kämpfe zwischen US-Truppen und Rebellen wurde.
Der „Zeit“-Reporter Reiner Luyken betrachtet Falludscha als „Symbolstadt für die Abgründe des Irakkrieges“. Unmittelbar nach der Einnahme des Landes durch eine Brigade der 82. US-Luftlandedivision der USA und ihrer Verbündeten am 23. April 2003 erwies sich Falludscha zunächst als stabiler und friedlicher als andere Landesteile. Ein Rat, der von örtlichen Einflussträgern bestimmt worden war, hatte während des Zusammenbruchs der irakischen Regierung die Kontrolle in der Stadt übernommen und Plünderungen sowie gewaltsame Auseinandersetzungen weitgehend verhindert. Die US-Truppen in Falludscha richteten ihr Hauptquartier zunächst in der ehemaligen Zentrale der Baath-Partei am Stadtrand ein. Kurz drauf wurde Camp Buheira rund drei Kilometer südöstlich der Stadt aufgebaut, das den US-Truppen bis zu ihrem Abzug 2009 als lokaler Stützpunkt diente.
Zu ersten bewaffneten Auseinandersetzungen im größeren Umfang in Falludscha kam es am 28. April 2003: US-Soldaten hatten in den beiden Tagen zuvor ein Schulgebäude beschlagnahmt, um es als Stützpunkt zu benutzen. Dagegen versammelten sich trotz Ausgangssperre etwa 200 Demonstranten und warfen Steine; Soldaten schossen auf die Demonstranten (nach US-Angaben aufgrund vorheriger Angriffe von den Demonstranten). 20 Iraker wurden getötet, darunter auch Kinder, rund 85 verwundet. In den beiden folgenden Tagen kam es zu erneuten Demonstrationen, die auf tausende von Menschen anwuchsen. Die Ausgangssperre und das nahe gelegene Abu-Ghuraib-Gefängnis vergrößerten den Unmut in der Bevölkerung. Schnell entwickelte sich Falludscha zum Widerstandszentrum gegen die Besetzung, in dessen Umgebung viele Anschläge auf die Besatzungstruppen verübt wurden. Im Mai 2003 wurde die 82. Luftlandedivision durch das 3. US-Panzerkavallerieregiment und danach durch die 2. Brigade der 3. US-Infanteriedivision ersetzt. In der Stadt wurde vornehmlich aber nur ein Bataillon eingesetzt, dessen Soldaten Checkpoints errichteten und Hausdurchsuchungen vornahmen. Am 2. November 2003 wurde ein US-amerikanischer Transporthubschrauber vom Typ CH-47 „Chinook“ von zwei irakischen Luftabwehrraketen vom Typ Strela-2 (SA-7 Grail) getroffen. Der Hubschrauber stürzte ab und 15 US-Soldaten starben.
Am 31. März 2004 kam es zu einem Überfall auf vier Sicherheitsberater des US-Unternehmens Blackwater Security Consulting, deren Leichen von der Bevölkerung verbrannt und teils später an einer Brücke aufgehängt wurden. Die Bilder von der Leichenschändung lösten internationale Medienaufmerksamkeit aus.

#### Belagerung und Gefechte im April 2004
Die US-Truppen gerieten zunehmend in die Defensive und wurden von US-Special-Forces-Einheiten unterstützt, die Rebellengruppen bekämpfen sollten, deren Einfluss auch auf die benachbarten Städte u. a. in Ramadi anwuchs. Erstmals bekannte sich die Bewegung Al-Tawhid wal-Jihad (deutsch: Einigkeit und Heiliger Krieg) des radikalen Führers Abu Musab az-Zarqawi zu den Anschlägen in der Stadt. Im Februar 2004 wurden zwei Bataillone der neu aufgestellten irakischen Nationalgarde nach Falludscha verlegt. Als Gegenaktion griffen die Aufständischen das irakische Polizeihauptquartier an, töteten 23 irakische Polizisten und befreiten 75 ihrer Mitkämpfer aus dem Gefängnis. Die Nationalgarde musste sich in die Umgebung von Falludscha zurückziehen. Anfang März wurde das zuletzt eingesetzte US-Bataillon der 82. Luftlandedivision abgezogen. Es hatte innerhalb von sieben Monaten rund 94 Soldaten durch Tod oder Verwundung verloren.
Das US Marine Corps ersetzte die US Army in diesem Bereich, und die I. Marine Expeditionary Force (unter Generalleutnant James T. Conway) mit der 1. US-Marineinfanteriedivision (unter Generalmajor James N. Mattis) waren für den Bereich Falludscha zuständig. Ende März 2004 übernahm das 2. Bataillon des 1. US-Marineinfanterieregiments das Kommando in der Stadt.
Im Verlauf der darauf folgenden Operation Vigilant Resolve mit Belagerung und Bombardierung von Falludscha durch US-amerikanische Truppen unter Einsatz von weißem Phosphor, Streubomben und Uranmunition wurden mindestens 600 Iraker getötet und 1200 verletzt. Auf Koalitionsseite wurden 81 US-Soldaten getötet und über 90 verletzt. Knapp ein Drittel der Einwohner flüchtete im Verlauf der Aktion aus Falludscha. Vier Wochen lang belagerte die United States Army  Falludscha. Am 30. April 2004 setzte sie Dschasim Muhammad Salih, der General unter Saddam Hussein war, als Bevollmächtigten in Falludscha ein und begann mit der Auflösung des Belagerungsringes. Salih präsentierte die Falludscha-Brigade, die für Ordnung in der Stadt sorgen sollte. Die rund 1200 Mann starke Truppe rückte in die Gebiete ein, die von den Amerikanern geräumt wurden. Dabei wurden mindestens 31 US-Soldaten sowie fünf irakische Nationalgardisten getötet.
Nach nur fünf Tagen wurde Salih (ein Sunnit vom Stamm der Dulaimi) von der amerikanischen Stabsführung wieder abgelöst, „man habe einen Fehler gemacht, einen früheren General der Republikanischen Garden als Führer der Falludscha-Brigade zu berufen“. Stattdessen wurde von den Amerikanern Muhammad Latif eingesetzt.

#### Eroberung im November 2004

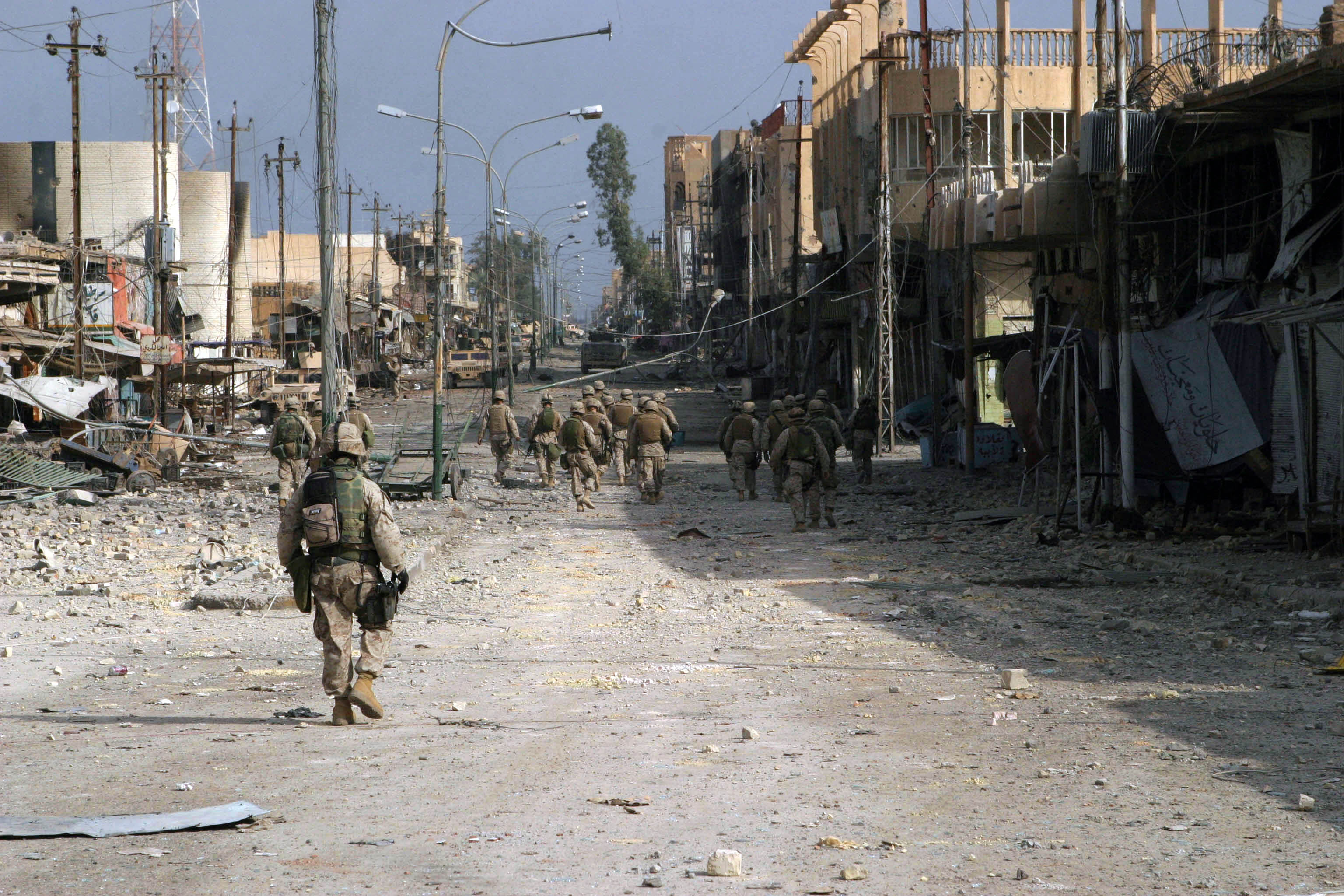
Falludscha im November 2004

Vom 8. bis zum 16. November 2004 kam es im Rahmen der Operation Phantom Fury zu erneuten Kämpfen. Da die Falludscha-Brigade aus verschiedenen Gründen den Zustrom von Widerstandskämpfern nicht aufhalten konnte, war die Stadt zu einem Refugium für Rebellen und Islamisten geworden, das nach Ansicht des US-Militärs als Ausgangspunkt für zahlreiche Aktionen der Aufständischen genutzt wurde. Des Weiteren wurde der irakische Kämpfer Abu Musab az-Zarqawi in der Stadt vermutet. Infolgedessen wurde die Bevölkerung aufgefordert, die Stadt zu verlassen, dem viele der Einwohner der Stadt nachkamen. Associated Press berichtete, dass die US-Truppen ab Anfang November Männer und Jungen im Alter von 15 bis 65 Jahren am Verlassen der Stadt hinderten. Im Rahmen der Offensive wurden laut US-Angaben etwa 1200 Rebellen getötet. Zarqawi wurde nicht gefasst. Auf amerikanischer Seite fielen 71 Soldaten, 621 wurden verwundet. Laut der englischen Organisation Iraqi Body Count starben etwa 700 Zivilisten.
Infolge der Kampfhandlungen wurden große Teile Falludschas zerstört und ein signifikanter Anteil der Bevölkerung kehrte nicht zurück. Falludscha galt noch 2006, wie große Teile der Provinz Al-Anbar, als Hochburg der Rebellen. UN-Generalsekretär Kofi Annan hatte in Briefen an die Regierungen der USA und Großbritanniens gewarnt, eine Großoffensive gegen Falludscha könne zur Entfremdung und dem Eindruck einer Besatzung führen. Konservative Kommentatoren betonen dagegen, dass die Eroberung Falludschas auf Wunsch der irakischen Interims-Regierung geschehen sei.
Im Herbst 2005 berichteten britische und italienische Medien, dass die US-Truppen in Falludscha weißen Phosphor und Mark-77-Bomben gegen Bunkeranlagen in der Stadt eingesetzt hatten. Die USA gehören zwar zu den Staaten, welche die Waffenkonvention von 1980 unterzeichnet haben. In dem Protokoll wird der Einsatz jedoch nicht allgemein verboten, sondern wenn die Möglichkeit besteht, dass Zivilisten zu Schaden kommen. Im November 2005 erklärte der Pressesprecher des US-Verteidigungsministeriums, Oberstleutnant Barry Venable, gegenüber der BBC: „Wir benutzen es in erster Linie als Verdunkler, für Rauchvorhänge oder zur ‚Markierung von Zielen‘. Es ist aber auch als Brandwaffe gegen feindliche Kämpfer eingesetzt worden“. Phosphorbomben würden eingesetzt, um Aufständische aus Stellungen herauszutreiben, die nicht mit normaler Artillerie erreicht werden können.

#### Kriegsfolgen
Präsident Obama löste ein Wahlkampfversprechen ein und zog zum Jahresende 2011 alle amerikanischen Truppen aus Irak ab; Demonstranten feierten Falludscha als „Stadt des Widerstands“.

#### Gesundheitsdaten
Zwei Jahre nach den Angriffen vom Frühjahr 2004 traten in sehr großer Zahl, überwiegend bei Kindern, Fälle von Leukämie, Meningitis, Thalassämie, Septikämie, angeborene Missbildungen der Niere und Gehirntumore auf, was vermutlich auf Vergiftungen durch eingesetzten weißen Phosphor und Uranwaffen zurückzuführen ist.
Analysen in 2010 belegen einen 38-fachen Anstieg der Leukämie-Erkrankungen, einen 10-fachen Anstieg der Brustkrebs-Erkrankungen bei Frauen und beachtliche Anstiege der Lymphom-Erkrankungen, der Anzahl der Hirntumore bei Erwachsenen sowie der Säuglingssterblichkeit. Ebenfalls auffällig ist, dass sich das Verhältnis zwischen männlichen und weiblichen Neugeborenen änderte. Während ein normales Verhältnis etwa 1050 Jungen zu 1000 Mädchen war, so sank die Geburtenrate der Jungen ab 2005 um 18 %, was zu einem Verhältnis von 850 Jungen zu 1000 Mädchen führte. Dies ist ein Indikator für genetische Schäden, die Jungen mehr betreffen als Mädchen. In Hiroshima wurden infolge der Atombombenabwürfe ähnliche Veränderungen wie im Falle von Falludscha festgestellt. Auffällig im Vergleich zu Hiroshima ist nicht nur, dass die Leukämierate mehr als doppelt so hoch ist wie nach den Atombombenabwürfen dort, sondern auch die Geschwindigkeit, mit der die Menschen daran erkranken.
Im Jahr 2011 wurden in Bodenproben, im Trinkwasser und anderen Wasserquellen sowie in Haarproben von Eltern missgebildeter Kinder hohe Werte von Uran gefunden. Dabei handelte es sich nicht, wie erwartet, um abgereichertes Uran, sondern um hoch radioaktives leicht angereichertes Uran. Angereichertes Uran sei auch nach dem Libanonkrieg 2006, in Luftfiltern von Fahrzeugen im Libanon und in Gaza sowie in Afghanistan und auf dem Balkan gefunden worden.

### Besetzung durch den IS von 2014 bis 2016
Im Dezember 2013 begannen Kämpfer der dschihadistisch-salafistischen Terrororganisation Islamischer Staat im Irak und in Syrien (ISIS) die Städte Falludscha und Ramadi unter ihre Kontrolle zu bringen. Die irakische Regierung entsandte Soldaten der Iraqi Special Operations Forces (ISOF) zur Terrorismusbekämpfung in beide Städte. Im 4. Januar 2014 hatte ISIS Falludscha bis auf wenige Vororte eingenommen.
Im Januar 2016 stand Falludscha noch immer unter ISIS-Kontrolle; die irakische Armee belagerte die Stadt. Am 19. Februar 2016 kam es zu schweren Gefechten zwischen dem sunnitischen Albu-Nimr-Stamm unterstützt durch Luftangriffe der Internationalen Allianz gegen den IS und Milizen des Islamischen Staates. Ein spontaner Aufstand in der Stadt wurde vom IS niedergeschlagen. Ab Ende März 2016 wurde über eine Hungersnot aufgrund der Belagerung berichtet.
In der Nacht zum 23. Mai 2016 begann die irakische Armee eine Offensive zur Rückeroberung der Stadt vom IS. Zuvor wurden verbliebene Zivilisten aufgefordert, die Stadt zu verlassen. Wer dazu nicht in der Lage sei, solle eine weiße Fahne hissen und sich vom IS-Hauptquartier fernhalten. Die Zahl der eingeschlossenen Zivilisten wurde auf etwa 50.000 Menschen geschätzt.
Im Zuge der Offensive flogen irakische Kampfflugzeuge vermehrt Luftangriffe im Bezirk Falludscha. Die Offensive wurde durch Polizeieinheiten, Stammeskräfte, schiitische Milizen sowie Flugzeuge der US Air Force (siehe Operation Inherent Resolve) unterstützt. Ende Mai 2016 fiel der IS-Kommandeur Maher al-Bilawi. Am 30. Mai teilte die irakische Armee mit, sie rücke auf das Stadtzentrum vor.

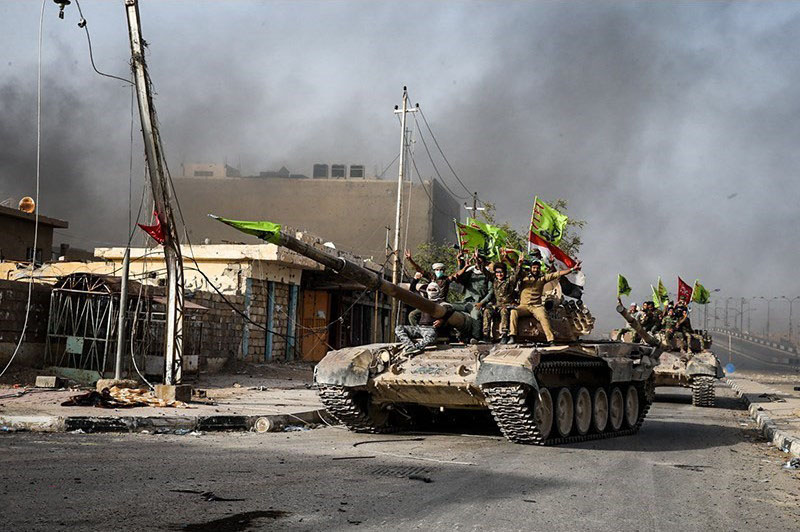
Schiitische Milizen in Falludscha auf T-72 Panzern im Juni 2016 nach dem Sieg über die IS-Kämpfer.

Die Regierungstruppen drangen von Süden kommend langsam vor und zerstörten Teile der Stadt durch Artilleriebeschuss. Die Spitze bildete eine Spezialeinheit des irakischen Militärs, die auch als „Goldene Brigade“ bekannt ist. Am 16. Juni 2016 zog der IS die letzten Kämpfer von den zentralen Kontrollpunkten der Stadt ab, was zahlreichen Zivilisten die Flucht erlaubte.
Am 17. Juni 2016 gab der irakische Premierminister Haider al-Abadi bekannt, dass Falludscha zum größten Teil von Regierungstruppen zurückerobert worden sei.
Die Kämpfe gingen jedoch weiter. Die IS-Kämpfer hatten sich zwar vor der letzten Offensive der Regierungstruppen größtenteils abgesetzt, ließen aber ein kleines Kontingent an Heckenschützen und Selbstmordattentätern zurück. Weiterhin versteckten sie zahlreiche Sprengfallen in der Stadt. Die verbliebenen IS-Kämpfer benutzten Tunnel, um sich unter der Stadt zu bewegen und überraschend aufzutauchen, um mit Mörsern einige Granaten abzufeuern und sich wieder zurückzuziehen. Andere versuchten, mit Sprengstoff gefüllte Autos in die Formationen des Militärs zu steuern und dort zur Explosion zu bringen. Rund 150 IS-Kämpfer sollen sich nach der Einschätzung des irakischen Militärs im Flüchtlingsstrom aus der Stadt versteckt haben. So hätten Bewohner IS-Kämpfer identifiziert, die sich ihre Bärte abrasiert hatten und sich unter die Geflüchteten gemischt hatten.
Am 30. Juni 2016 berichteten die Medien, dass ein Konvoi von IS-Kämpfern bombardiert wurde. Dabei wurden 250 Angehörige des IS getötet.

## Verkehr
Falludscha erhielt im Zuge des Ersten Weltkriegs einen ersten Eisenbahnanschluss durch britisches Militär. Diese normalspurige Strecke eröffnete Ende 1918. Dieser Betrieb wurde schon im Mai 1919 aufgegeben, weil die Gleise für den Weiterbau der Bagdadbahn nördlich von Baidschi benötigt wurden. Die Strecke Bagdad–Dhibban wurde auf 762 mm umgespurt. Diese Schmalspurbahn verkehrte auch nur etwa ein Jahr und wurde schon 1920 abgebaut.
Erst im März 1989 erhielt Falludscha wieder Bahnanschluss, als der Abschnitt Al-Kazimiyah–Ar-Ramadi East der Bahnstrecke Bagdad–Akaschat in Betrieb ging. Im Bürgerkrieg im Irak 2013 bis 2017 zerstörte die Terrororganisation Islamischen Staat umfassend auch die Eisenbahninfrastruktur, so auch die Euphrat-Brücke westlich des Bahnhofs Falludscha. Der Westen und Norden von Bagdad waren von den Zerstörungen besonders betroffen und damit auch diese Strecke. Falludscha verlor damit erneut seinen Bahnanschluss. Nach dem Ende des Bürgerkriegs 2017 wurde der Bahnbetrieb nur langsam wieder aufgebaut. Anfang des Jahres 2024 verkehrte im Personenverkehr ein Zugpaar am Tag zwischen Bagdad und Falludscha. Im Herbst 2024 kam ein weiteres hinzu, nachdem die Euphrat-Brücke wiederhergestellt worden war. Das zweite Zugpaar verkehrt zwischen Bagdad und Ramadi und hält auch in Falludscha.